# 新井誠 (民法学者)
新井 誠（あらい まこと、1950年6月27日 - ）は、日本の民法学者、筑波大学名誉教授、中央大学大学院研究開発機構 機構教授、弁護士。民法・信託法が専門で、民法に関連した成年後見制度を研究。

## 略歴
新潟県上越市生まれ。1969年新潟県立高田高等学校卒業、1973年慶應義塾大学法学部法律学科卒業、1980年同大学院博士課程満期退学、1979年ミュンヘン大学法学部博士課程修了、法学博士。1981年國學院大學法学部専任講師、1984年助教授、1991年教授、1992年大学院法学研究科教授、1995年千葉大学法学部教授、2001年筑波大学教授、2011年定年退官、名誉教授、中央大学法学部教授（-2021年3月）、同大学院法学研究科委員長（2015年11月 - 2019年10月）。2021年中央大学研究開発機構機構教授。
1995年「高齢社会の成年後見法」で尾中郁夫・家族法学術奨励賞。2003年日本成年後見法学会理事長。2006年フンボルト賞受賞。2010年ドイツ連邦共和国功労勲章一等功労十字賞。この他に、信託法学会常務理事。

## 著書
- 『財産管理制度と民法・信託法』有斐閣 1990
- 『高齢社会の成年後見法』有斐閣 1994
- 『信託法』有斐閣 2002
- 『成年後見法と信託法』有斐閣 2005

### 共編著
- 『高齢社会と信託』編著 有斐閣 1995
- 『高齢社会の親子法』佐藤隆夫共編 勁草書房 1995
- 『高齢者の権利擁護システム』須永醇,小笠原祐次,高橋紘士共編 勁草書房 1998
- 『高齢社会とエステイト・プランニング』編 日本評論社 トラスト60研究叢書　2000
- 『成年後見 法律の解説と活用の方法』編 有斐閣 2000
- 『成年後見と意思能力 法学と医学のインターフェース』西山詮共編著 日本評論社 2002
- 『欧州信託法の基本原理』編 有斐閣 2003
- 『信託ビジネスのニュートレンド』編著 経済産業調査会 2005
- 『高齢社会における信託と遺産承継』編 日本評論社 トラスト60研究叢書　2006
- 『成年後見制度 法の理論と実務』赤沼康弘,大貫正男共編 有斐閣 2006
- 『福祉契約と利用者の権利擁護』秋元美世,本沢巳代子共編著 日本加除出版 2006
- 『キーワードで読む信託法』編 有斐閣 2007
- 『新信託法の基礎と運用』編 日本評論社 2007
- 『成年後見と医療行為』編 日本評論社 2007
- 『信託法制の展望』神田秀樹,木南敦共編 日本評論社 2011
- 『成年後見法制の展望』赤沼康弘, 大貫正男共編 日本評論社 2011
- 『信託法実務判例研究』編集代表 有斐閣 2015
- 『民法講義録』岡伸浩共編著 勝亦康文,壽原友樹,谷貝彰紀,中田吉昭著 日本評論社 2015
- 『民法総則』岸本雄次郎共著 日本評論社 2015
- 『民事信託の理論と実務』大垣尚司共編著 日本加除出版 2016

### 翻訳
- H.リッフェル『法哲学の古典的構想 政治的なものの哲学の継承と変化』御茶の水書房 1981
- ハイン・ケッツ『トラストとトロイハント イギリス・アメリカとドイツの信託機能の比較』監訳 三菱信託銀行信託研究会訳 勁草書房 1999
- ドノヴァン・W.M.ウォーターズ『信託の昨日・今日・明日 カナダ信託法の現代的展開』編訳 日本評論社 2000
- H.ベーム, A.レェースルマイヤー,H.レルヒ,K.ヴァイス『ドイツ成年後見ハンドブック ドイツ世話法の概説』日本社会福祉士会編訳 監訳 勁草書房 成年後見シリーズ 2000
- G.H.ジムニー, G.T.グロスバーグ『アメリカ成年後見ハンドブック』日本社会福祉士会編 監訳 勁草書房 成年後見シリーズ 2002
- 英国医師協会『イギリス成年後見ハンドブック 能力判定の手引き』日本社会福祉士会編訳 監訳 勁草書房 成年後見シリーズ 2005
- ハンス・F.ツァハー『ドイツ社会法の構造と展開 理論、方法、実践』監訳 日本評論社 2005
- ゴットフリート・シーマン『ドイツ私法学の構造と歴史的展開』編訳 日本評論社 2008
- 『イギリス2005年意思能力法・行動指針』監訳 紺野包子訳 民事法研究会 2009
- ペーター・グルース編『老いの探究 マックス・プランク協会レポート』監訳 桑折千恵子訳 日本評論社 2009
- 『信託制度のグローバルな展開 公益信託甘粕記念信託研究助成基金講演録』編訳 日本評論社 2014
- 王志誠『台湾信託法の理論と展開監訳 日本加除出版 2014
- 『ドイツ法秩序の欧州化 シュトラインツ教授論文集』中央大学出版部 日本比較法研究所翻訳叢書 2014
- ローレンス・M・フリードマン『信託と相続の社会史 米国死手法の展開』監訳 紺野包子訳 日本評論社 2016